# Virneburg
Virneburg là một đô thị ở huyện Mayen-Koblenz bang Rheinland-Pfalz, phía tây nước Đức. Đô thị Virneburg có diện tích 5,42 km².